# サルデーニャ語

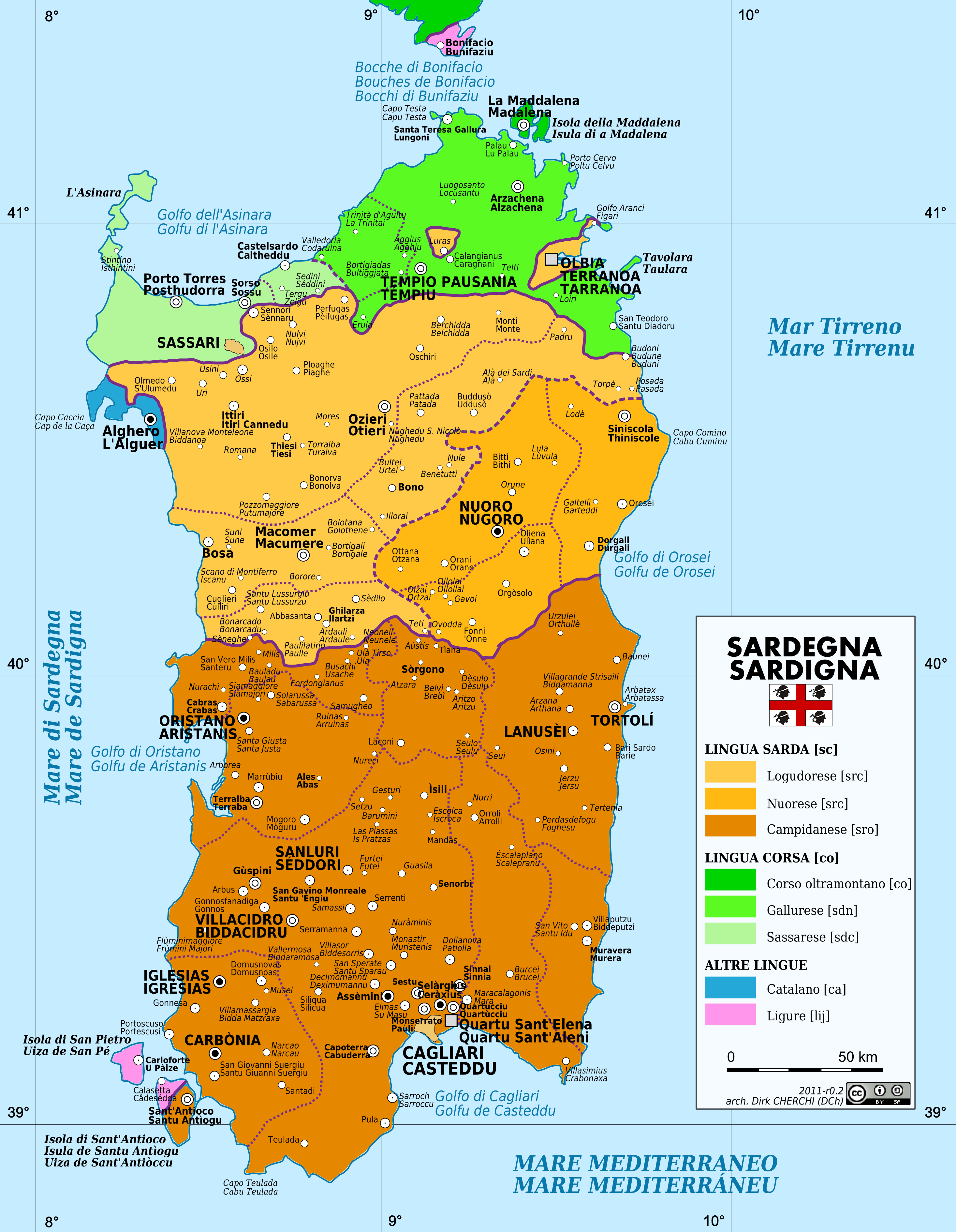
サルデーニャ島の話者分布

サルデーニャ語（サルデーニャご）は、イタリア領内地中海のサルデーニャ島で使われている言葉であり、インド・ヨーロッパ語族イタリック語派に属すロマンス諸語の1つで、ロマンス諸語の中では特異な言語である。（たとえば冠詞がilleではなくipseから由来していること、debereを使った未来時制、/k/が口蓋化せず保たれていることなど）
サルデーニャ語ではSardu、イタリア語ではSardoと表記される。
イタリア語と異なり、西ロマンス語（フランス語・スペイン語など）の特徴である名詞の複数形の語尾変化 "-s" など、イタリア語との差異は大きい。
そのため、本土の諸方言やシチリア語・コルシカ語のようなイタリア語の方言や姉妹言語ではなく、ロマンス語ではあるものの初期の段階で大陸ロマンス語（イタリア語・フランス語・スペイン語・ルーマニア語など）と分かれた「島嶼ロマンス語」の生き残りとする説が強い。
サルデーニャ語の方言はサルデーニャ島の北部から中央部にかけての地域で行われるログドーロ方言と南部で行われるカンピダーノ方言に大別される。

## 方言
- ログドーロ・サルデーニャ語（英語版）【src】 - 500,000人
  - Northern Logudorese (src-nor)
  - Nuorese (src-nuo)
  - Southwestern Logudorese (src-sou)
  - Barbaricino (src-bar)
- カンピダーノ・サルデーニャ語（英語版）【sro】 - 500,000人
  - Ogliastrino (sro-ogl)
  - Sulcitano (sro-sul)
  - Sarrabense (sro-sar)
  - Central Campidanese (sro-cen)
  - Cagliare (sro-cag)
  - Sub-Barbaricino (sro-sub)
  - Meridionale (sro-mer)
  - Arborense (sro-arb)
  - Western Campidenese (sro-wes)

以下はサルデーニャで話されているもののコルシカ語の系統に属すると考えられることもある言語。
- ガッルーラ・サルデーニャ語【sdn】 - 100,000人
- サッサリ・サルデーニャ語【sdc】 - 100,000人